# Étrépilly (Sena e Marne)
Étrépilly é uma comuna francesa localizada na região administrativa da Île-de-France, no departamento Sena e Marne. A comuna possui 612 habitantes segundo o censo de 1990.

## Geografia

### Localização
A cidade está localizada 11 km ao norte de Meaux.

### Hidrografia
O sistema hidrográfico do município é composto por quatro rios referenciados:
- O rio Thérouanne, com 23,3 km e:

- Um braço de 0,4  km;[7]

- Um braço de 1,3  km;[7]
- O Ru des Élouats, 4,9  km 5, que se funde com a Therese.[8]

## Urbanismo

### Localidades, desvios e distritos
A cidade possui 64 locais administrativos listados incluindo Brunoy, Maulny.

### Habitação
Em 2016, o número total de residências na cidade era de 335, das quais 92,3% eram casas e 7,4% apartamentos.
Dessas residências, 92,2% eram residências primárias, 1,2% eram residências secundárias e 6,6% eram residências vagas.
A parcela de famílias que possuíam sua residência principal era de 80%, em comparação com 20% dos inquilinos 10.

## História
Durante a Primeira Guerra Mundial , durante a batalha de Ourcq, a vila foi alvo de ferozes batalhas  .
Em 7 de setembro de 1914, o 350º regimento de infantaria não conseguiu remover Étrépilly ou os alemães foram solidamente fortalecidos. No dia seguinte, o 2º bis regimento de zouaves persevera e acaba levando a vila com a baioneta.